# Renato Braz
Renato Braz (São Paulo, 13 de outubro de 1968) é um cantor, violonista e percussionista brasileiro.

## Premiações
- Indicado ao Prêmio Sharp de Música Brasileira 1996.[1]
- Vencedor do 5º Prêmio Visa de Música Brasileira – Edição Vocal, em 2002.[2]
- Prêmio Rival Petrobrás na categoria Cantor Popular.[2]

## Discografia
- 1996 - Renato Braz
- 1998 - História Antiga
- 2002 - Outro Quilombo
- 2002 - Quixote
- 2006 - Por Toda a Vida - As Canções de Jean e Paulo Garfunkel
- 2010 - Papo de Passarim (com Zé Renato)
- 2012 - Casa de Morar
- 2014 - Silêncio (com Nailor Proveta e Edson Alves)
- 2014 - Villa-Lobos Superstar (Pau Brasil, Ensemble SP e Renato Braz)
- 2015 - Saudade (com Paul Winter, Dori Caymmi, Ivan Lins e The Dmitri Pokrovsky Ensemble)
- 2015 - Canela (com Maogani)
- 2017 - Tatanagüê
- 2018 - Canto Guerreiro / Levantados do Chão

## Ligações Externas
- Gravadora Biscoito Fino
- Prêmio Visa
- Prêmio Rival